# Tolkowiec
Tolkowiec (deutsch Tolksdorf) ist ein Dorf in der polnischen Woiwodschaft Ermland-Masuren. Es gehört zur Landgemeinde Płoskinia im Powiat Braniewski (Kreis Braunsberg).

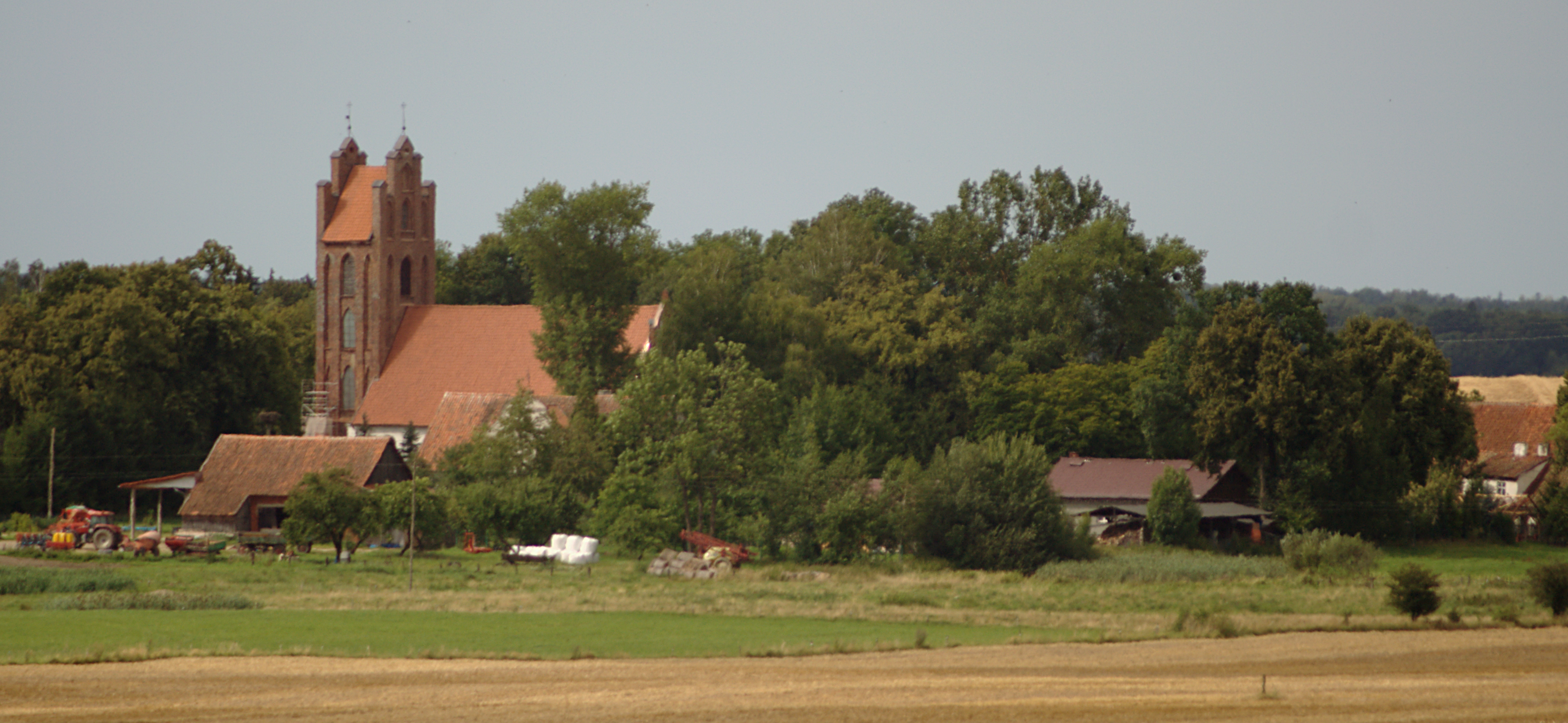
Teilansicht Tolkowiec

## Geographische Lage
Tolkowiec liegt im Nordwesten der Woiwodschaft Ermland-Masuren, 15 Kilometer südöstlich der Kreisstadt Braniewo (Braunsberg).

## Geschichte

### Ortsgeschichte
Das Kirchdorf Tolxdorf erhielt seine Handfeste im Jahre 1300. In der Gründungsurkunde vom 10. November 1300 zählt es zu den ältesten Dörfern im Ermland. Nach dem Lokator Bernhard hieß das Dorf zunächst Bernhardsdorf. Erinnernd an einen Dolmetscher namens Tolke hat ihn Bischof Heinrich I. umbenannt. Die Namensschreibweise Tolksdorf gibt es erst seit der Zeit nach 1820. Ende des 14. Jahrhunderts entstand die Kirche.
Am 18. Juni 1874 wurde Tolksdorf Amtsdorf und damit namensgebend für einen Amtsbezirk im ostpreußischen Kreis Braunsberg (Regierungsbezirk Königsberg), der bis 1945 bestand. Ihm gehörten anfangs sechs der benachbarten Dörfer an.
Im Jahre 1910 waren in der Landgemeinde Tolksdorf 416 Einwohner gemeldet. Im Jahre 1928 wurde der Gutsbezirk Demuth (polnisch Demity) nach Tolksdorf eingemeindet. Die Einwohnerzahl stieg dadurch bis 1933 auf 499 und belief sich 19339 auf 476.
Als 1945 das gesamte südliche Ostpreußen in Kriegsfolge an Polen abgetreten wurde, erhielt Tolksdorf die polnische Namensform „Tolkowiec“. Das Dorf ist heute eine Ortschaft im Verbund der Gmina Płoskinia (Landgemeinde Plaßwich) im Powiat Braniewski (Kreis Braunsberg), von 1975 bis 1998 der Woiwodschaft Elbląg, seither der Woiwodschaft Ermland-Masuren zugehörig. Im Jahre 2021 zählte Tolkowiec 101 Einwohner.

### Amtsbezirk (1874–1945)
Zum Amtsbezirk Tolksdorf gehörten in der Zeit seines Bestehens:
| Deutscher Name | Polnischer Name   | Anmerkungen                      |
| -------------- | ----------------- | -------------------------------- |
| Blumberg       | Mikołajewo        |                                  |
| Demuth         | Demity            | 1928 nach Tolksdorf eingemeindet |
| Gayl           | Gajle             |                                  |
| Hogendorf      | Wysoka Braniewska |                                  |
| Schönau        | Jarzębiec         |                                  |
| Tolksdorf      | Tolkowiec         |                                  |

## Religion

### Römisch-katholische Kirche

#### Kirchengebäude

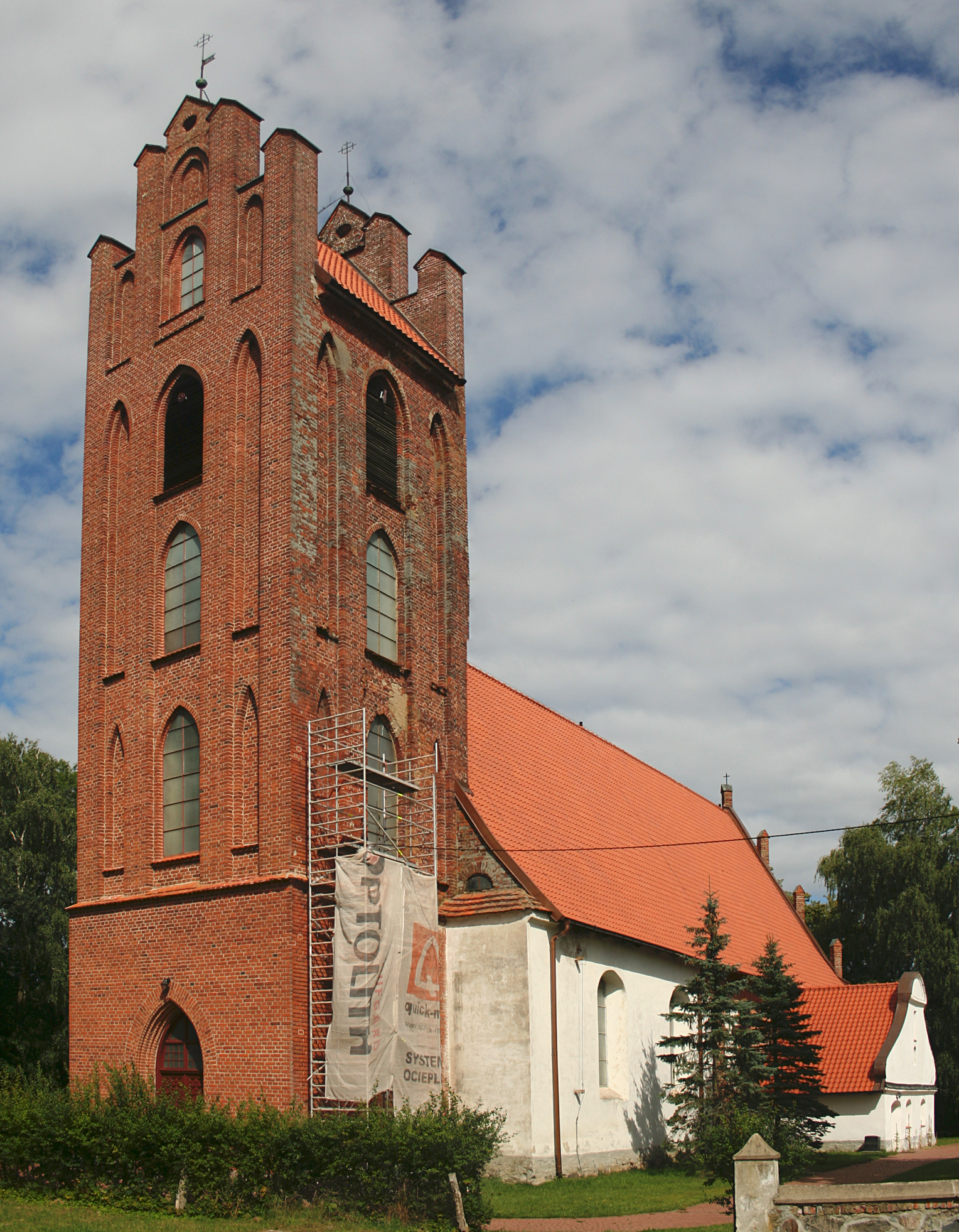
St. Martin in Tolkowiec

Das gotisch-barocke Gotteshaus St. Martin stammt aus dem zu Ende gehenden 14. Jahrhundert, musste im 15. Jahrhundert umgebaut und nachfolgend mehrfach renoviert und restauriert werden. Ende des 18. Jahrhunderts verlängerte man das Kirchenschiff nach Westen, während der Turm in seiner neugotischen Form 1842 bis 1849 angefügt wurde.
Die Ausstattung ist überwiegend neobarock und stammt aus der Mitte des 19. Jahrhunderts. Der Hochaltar, die Kanzel und die Seitenaltäre aus den Jahren 1861 bis 1865 stammen von Karl Jeroszewicz aus Wormditt (polnisch Orneta), die Bilder von L. Hinz aus Mehlsack (Pieniężno).

#### Pfarrei
Sitz der Pfarrei Tolksdorf resp. Tolkowiec war und ist das aus der zweiten Hälfte des 18. Jahrhunderts stammende Pfarrhaus. 
Zum Kirchspiel gehör(t)en die Orte: Mikołajewo (Blumberg), Demity (Demuth), Gajle (Gayl), Wysoka Braniewska (Hogendorf), Kocia Kępa (Katzenzagel), Lipowina (Lindenau), Jarzębiec (Schönau) und der Pfarrort Tolkowiec (Tolksdorf).
Die Pfarrei ist seit 2022 dem Dekanat Orneta (Wormditt) zugeordnet, das zum Erzbistum Ermland gehört.

### Evangelische Kirche
Tolkowiec war und ist kein evangelisches Kirchdorf. Die evangelischen Einwohner hatten bis 1945 zum Gottesdienst den weiten Weg bis in die Stadt Mehlsack (polnisch Pieniężno) zur dortigen Pfarrkirche zurückzulegen. Sie gehörte zur Kirchenprovinz Ostpreußen der Kirche der Altpreußischen Union. Heute ist das Dorf der Diözese Masuren der Evangelisch-Augsburgischen Kirche in Polen zugehörig.

## Verkehr
Tolkowiec liegt südlich der polnischen Woiwodschaftsstraße 507 (hier im Abschnitt der früheren deutschen Reichsstraße 142) und ist über den Abzweig Zakrzewiec (Vogelsang) einer Nebenstraße zu erreichen. Eine weitere Verbindung besteht zwischen Wysoka Braniewska (Hogendorf) und Tolkowiec, wobei Wysoka Braniewska zugleich die nächste Bahnstation ist. Sie liegt an der Bahnstrecke Olsztyn Gutkowo–Braniewo der Polnischen Staatsbahn.